# Kremmling (Colorado)
Kremmling es un pueblo ubicado en el condado de Grand en el estado estadounidense de Colorado. En el año 2010 tenía una población de 1444 habitantes y una densidad poblacional de 424,7 personas por km².

## Geografía
Kremmling se encuentra ubicada en las coordenadas 40°3′26″N 106°23′9″O / 40.05722, -106.38583.

## Demografía
Según la Oficina del Censo en 2000 los ingresos medios por hogar en la localidad eran de $45,605, y los ingresos medios por familia eran $51,023. Los hombres tenían unos ingresos medios de $38,333 frente a los $25,385 para las mujeres. La renta per cápita para la localidad era de $19,687. Alrededor del 8,1% de la población estaba por debajo del umbral de pobreza.